# Aeolosma
Aeolosma é um gênero de mariposa pertencente à família Crambidae.